# Liktor

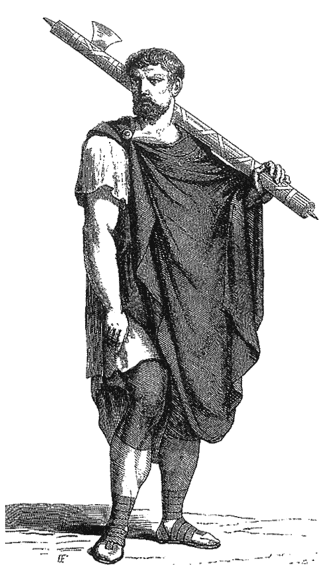
Rzymski liktor

Liktor (łac. lictor, lm lictores) – niższy funkcjonariusz administracji rzymskiej, który podczas publicznych wystąpień poprzedzał początkowo królów (rex), a następnie niektórych wyższych urzędników oraz cesarzy.
Zgodnie z tradycją zostali w liczbie 12 wprowadzeni przez Romulusa na wzór Etrusków, u których każde z 12 ich miast reprezentowane było przez liktora.
Spełniający faktycznie funkcję administracyjnych woźnych, liktorzy stanowili także osobistą ochronę republikańskich urzędników. Później zaczęli pełnić funkcje reprezentacyjne, a ich liczba wskazywała na piastowaną godność i zajmowaną pozycję osoby, np.:
- dyktator (łac. dictator): 24 liktorów poza pomerium, 12 wewnątrz miasta[2];
- konsul (łac. consul): 12 liktorów[2];
- prokonsul (łac. proconsul): 12 liktorów[2];
- magister equitum: 6 liktorów[2];
- pretor (łac. praetor): 6 liktorów poza pomerium, 2 wewnątrz miasta[2];
- propretor (łac. propraetor): 5 liktorów[2];
- edylowie (łac. aediles): każdy po 2 liktorów[2].
- cesarz (łac. augustus): 24 (od rządów Domicjana)[1]

Niekiedy liktorzy towarzyszyli wybitnym mieszkańcom podczas specjalnych wydarzeń, np. pogrzebów lub w przypadkach aktu pojednania, co miało wyrażać wdzięczność Rzymian.
Liktorzy nosili oparte na lewym ramieniu wiązki brzozowych rózg (fasces) związanych czerwonym rzemieniem, z osadzonymi w nich toporami jako symbolem władzy nad życiem. Topory wkładano w pęki rózg (fasces cum securibus) tylko poza granicami miasta na znak nieograniczonej władzy urzędnika.

## Lictor curiatus
Lictor curiatus (l.mn. lictores curiati) był liktorem nie noszącym fasces. Ten rodzaj liktorów towarzyszył pontifeksowi maksimusowi (najwyższemu kapłanowi Rzymu), pomagając w noszeniu m.in. zwierząt ofiarnych. Mogli również towarzyszyć innym wyższym rangą kapłanom, np. flaminom lub westalkom.